# Ланге, Антоний (художник)
Антоний Ланге (нем. Antoni Lange; 1779, Вена — 1844, Львов) — австрийский художник-пейзажист, график, литограф и сценограф. Мастер театрально-декорационного жанра. Считается родоначальником исторического пейзажа («патриархом львовского пейзажа»).

## Биография

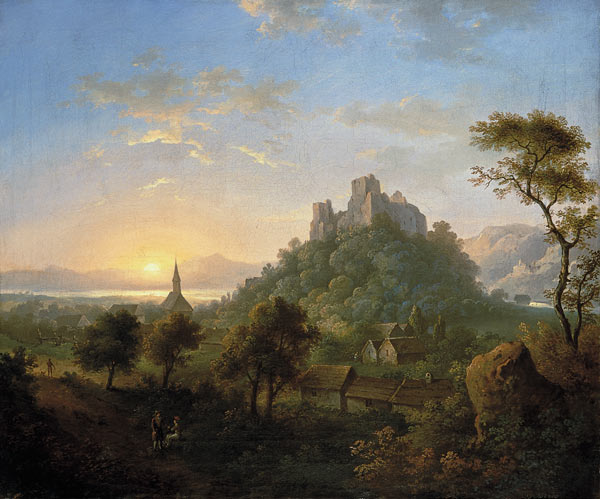
Вид на руины замка Яновец

Немец по происхождению. Родился в семье актёра Венского придворного театра. Учился живописи у Лоренца Адольфа Шонбергера (1768—1846).
Почти 20 лет работал сценографом в театре Яна Непомука Каминского.
В 1810 году переехал и поселился во Львове. Много лет работал художником при львовском театре, пользовался уважением и признанием местной публики, стал заметной фигурой местной культурной среды.

## Творчество
А. Ланге для большинства своих живописных полотен выбирал живописные уголки Галиции: руины замка в Збараже, замок в Колтове, виды Олеско, Плиснеска, замок в Теребовле, а также романтические альпийские пейзажи.
Полотна, акварели и рисунки художника послужили основой для выпуска во Львове двух его первых альбомов литографий: «Zbior widoków cenniejszych ogrodów w Polsce» и «Zbior najpiękniejszych okolic w Galicji», изданных в 1824 г. типографией Петра Пиллера (35 гравюр). Четырнадцать из его картин украшали парадные залы Львовской городской ратуши. Кроме того, ему поручали оформление города во время торжеств (приезда коронованных особ, фейерверков и т. п.).
Писал пейзажи маслом, гуашью и акварелью.
Его картины находятся во многих музеях Польши: в Национальных музеях в Кракове, Вроцлаве, Щецине, Львовской галерее искусств, Львовском историческом музее, библиотеке Мельчинских в Познани, музейных собраниях Украины, России и частных коллекциях.

## Избранные работы
- «Вид на замок в Олеско» (1819)
- «Замок в Подгорцах»,
- «Плавательный бассейн во Львове»,
- «Пелчинский став во Львове»,
- «Губернаторские валы во Львове»,
- «Погулянка»,
- «Цетнеровка»
- «Теребовля» (1839),
- «Галичина в картинах» (альбом литографий1837-1838).

## Галерея

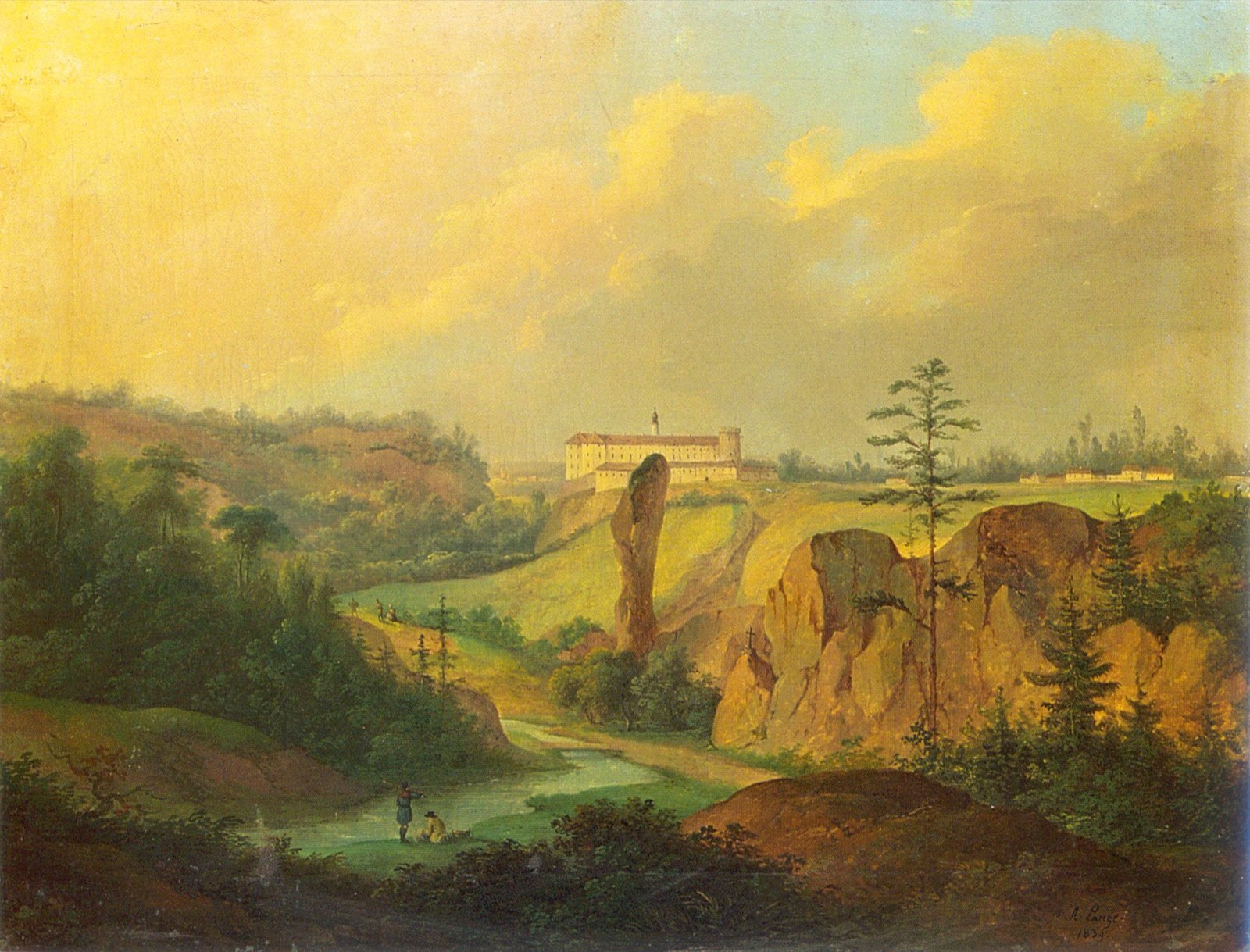
Замок на Песчаной Скале
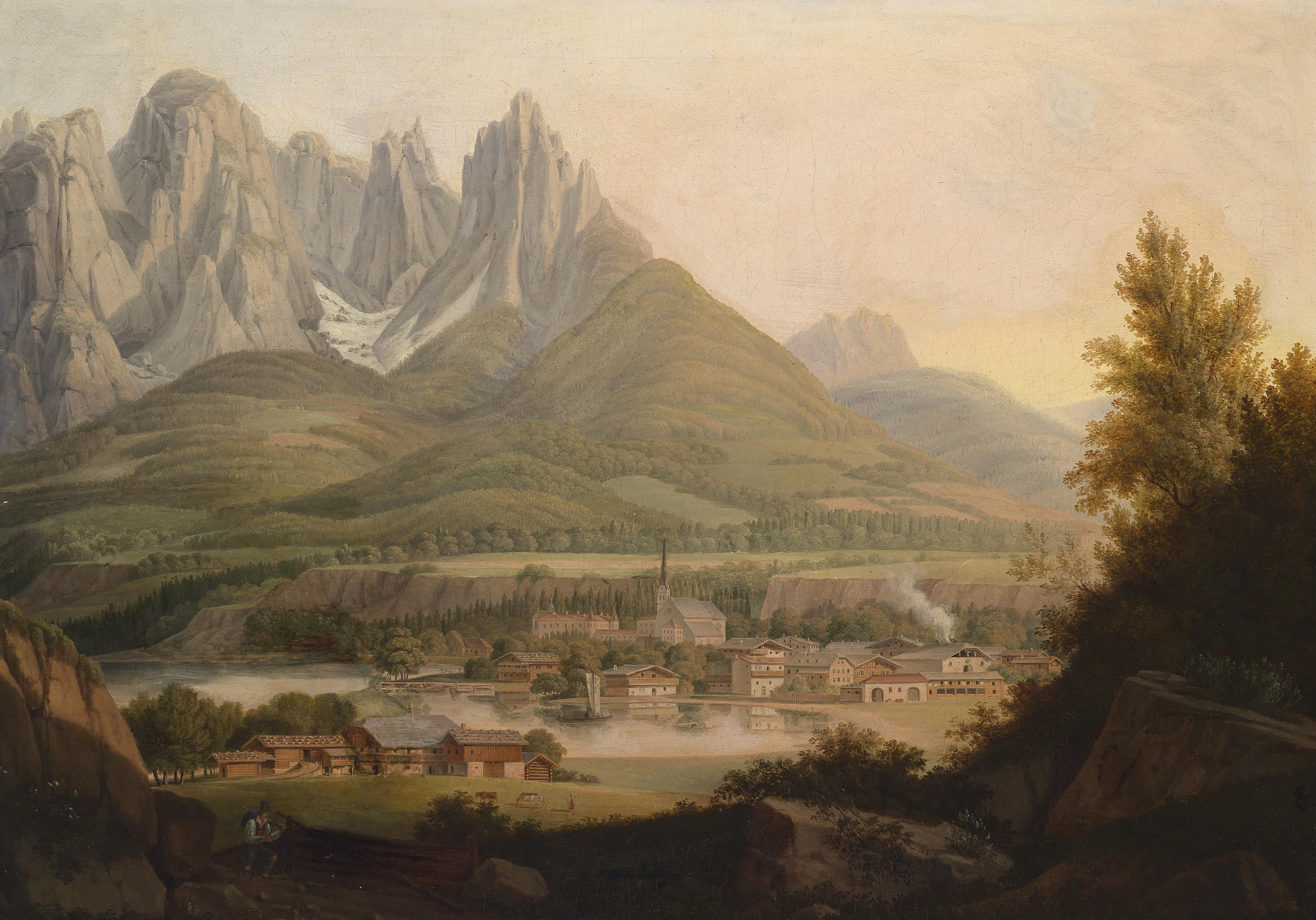
Город над рекой
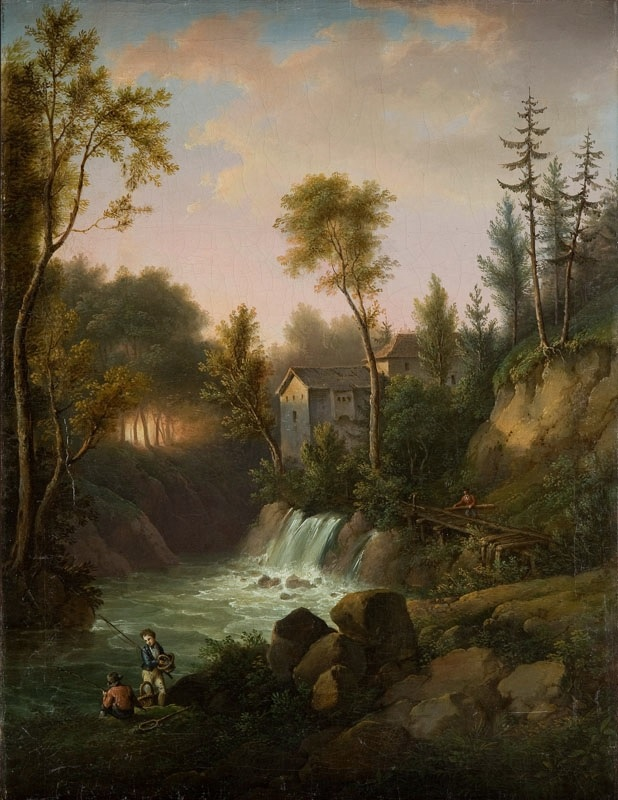
Пейзаж с рыбаками
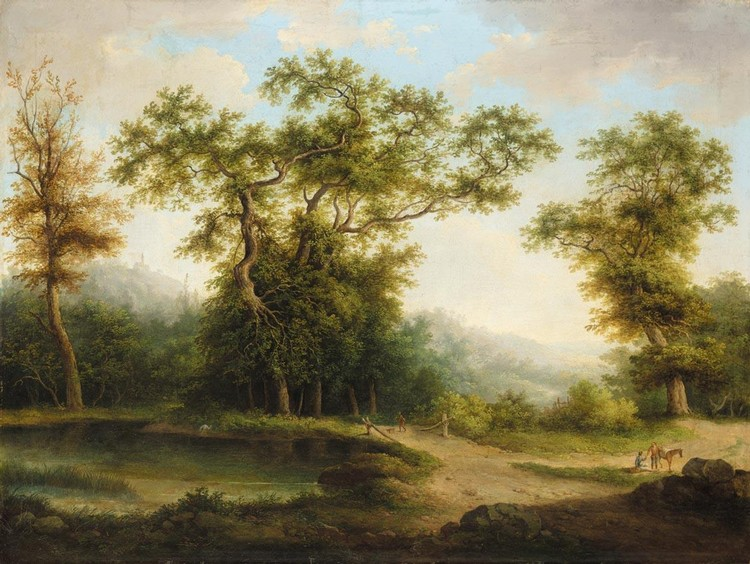
Весенний пейзаж с прудом